# Monodontomerus minor
Monodontomerus minor är en stekelart som först beskrevs av Julius Theodor Christian Ratzeburg 1848.  Monodontomerus minor ingår i släktet Monodontomerus och familjen gallglanssteklar. Arten är reproducerande i Sverige. Inga underarter finns listade i Catalogue of Life.